# 王雁飞
王雁飞（1963年2月—），男，河北赞皇人，中华人民共和国政治人物。中国政法大学宪法学专业毕业，研究生学历，法学硕士。

## 生平
1983年7月加入中国共产党。同年毕业于北京大学法律系；后入中国政法大学宪法学专业攻读研究生，1986年获法学硕士学位。同年7月进入中共河北省委办公厅工作，历任综合二处科员、副主任科员，信息调研处主任科员、副处长，秘书二处副处长、调研员，正处级秘书等职；1997年调入中共河北省委政法委，历任协调督办处处长，副秘书长。2001年7月，转任中共邢台市委副书记。2004年6月，调任中共河北省委政法委委员、秘书长；2006年4月，升任中共河北省委政法委副书记、秘书长。2008年1月，调任宁夏回族自治区人民检察院副检察长、党组书记；次月升任宁夏回族自治区人民检察院检察长、党组书记。2013年5月，任中共宁夏回族自治区党委常委、政法委书记、兼任自治区公安厅厅长。2015年5月，调任中共四川省委常委、省纪委书记。2018年1月，当选新成立的四川省监委主任。2018年2月24日，当选为第十三届全国人大代表。2021年11月，卸任四川省委常委、纪委书记、监委主任职务，出任四川省人大常委会党组成员。2022年1月，当选为四川省人大常委会副主任。